# サイアム・シティ・セメント
サイアム・シティ・セメント（タイ語: ปูนซีเมนต์นครหลวง, ラテン文字転写: Siam City Cement）は、タイのセメント製造企業で、サイアム・セメントに次いで同国第2位。
「Eagle」というブランドの建築用セメントを同国内で、製造・販売している。
アユタヤ銀行のオーナーであるラタナラック財閥によって創業された。
SET 50 Indexの採用銘柄である。(2008年2月現在)